# Страховская, Мария Михайловна
Мария Михайловна Страховская (1879—1962) — русский советский скульптор. В замужестве  — Кудинова (супруг — скульптор А. А. Кудинов).
Родилась в семье олонецкого вице-губернатора М. Ф. Страховского.
В 1914 году окончила скульптурное отделение   Петербургской Академии художеств, училась у скульптора В. А. Беклемешева. С 1915 года работала в Москве; была участницей первых выставок Ассоциации художников революционной России и Общества русских скульпторов.
Ею был выполнен бюст Кутузова, установленный в 1912 году в Смоленске — этот памятник считается одним из лучших памятников полководцу. Страховская также автор бюста Тимирязева (1924), находящегося на территории Московской сельскохозяйственноай академии. Она участвовала в оформлении Всероссийской сельскохозяйственной и кустарно-промышленной выставки (скульптура «Жнец» главного павильона). За монумент «Революция» для Клина поделила первую премию с В. И. Мухиной. Её работы имеются в Музее Красной армии, Музее революции и др. 
Похоронена на Новодевичьем кладбище (3-й участок).